# Escharella rylandi
Escharella rylandi is een mosdiertjessoort uit de familie van de Escharellidae. De wetenschappelijke naam van de soort is voor het eerst geldig gepubliceerd in 1974 door Geraci.